# Pałac Czetwertyńskich w Grodnie
Pałac Czetwertyńskich w Grodnie – zespół pałacowo-parkowy znajdujący się w Grodnie na Białorusi.

## Historia
Budynek powstał w latach 70. XVIII wieku w ramach zakrojonego na szeroką skalę projektu zagospodarowania przedmieścia Grodna – Horodnicy. Pracami nadzorował Antoni Tyzenhauz, choć faktycznym właścicielem całego kompleksu horodnickiego był król Stanisław August Poniatowski. Według badaczy projektantem budowli był architekt królewski Giuseppe de Sacco. Budynek przeznaczony był na siedzibę Królewskiej Akademii Medycznej, pierwszej uczelni wyższej na terenie obecnej Białorusi.
Po przeniesieniu akademii do Wilna budynek przeszedł w ręce książąt Czetwertyńskich, którzy odegrali znaczącą rolę na dworze królewskim.
W pamiętniku pisarza Teodora Tripplina, który odwiedził Grodno 28 lipca 1856 roku, znajdują się wspomnienia dotyczące pałacu:

(...) dom księcia Czetwertyńskiego położony pomiędzy ogrodami na północnem przedmieściu, w czarującem miejscu, mieści w sobie kilka bardzo ładnych malowideł i kilkanaście starożytnych buław, buzdyganów, karabeli i rusznic. Jest to zdaje się jedyna galeryja obrazów i jedyne muzeum miasta.

W 1890 r. w pałacu urodził się grodzieński historyk Józef Jodkowski. W budynku pałacowym mieszkał jego ojciec, Józef senior. Według wspomnień historyka Stanisława Kostelkowskiego w dworku mieścił się Syndykat Rolniczy.
Po II wojnie światowej w dawnym pałacu mieściła się siedziba komendanta wojskowego, który w latach 2000. wyprowadził się z budynku.
11 lutego 2010 roku Google umieścił w swoim logo przeglądarki wizerunek pałacu Czetwertyńskich w rocznicę narodzin Napoleona Ordy, autora akwareli z widokiem na budynek.

## Architektura

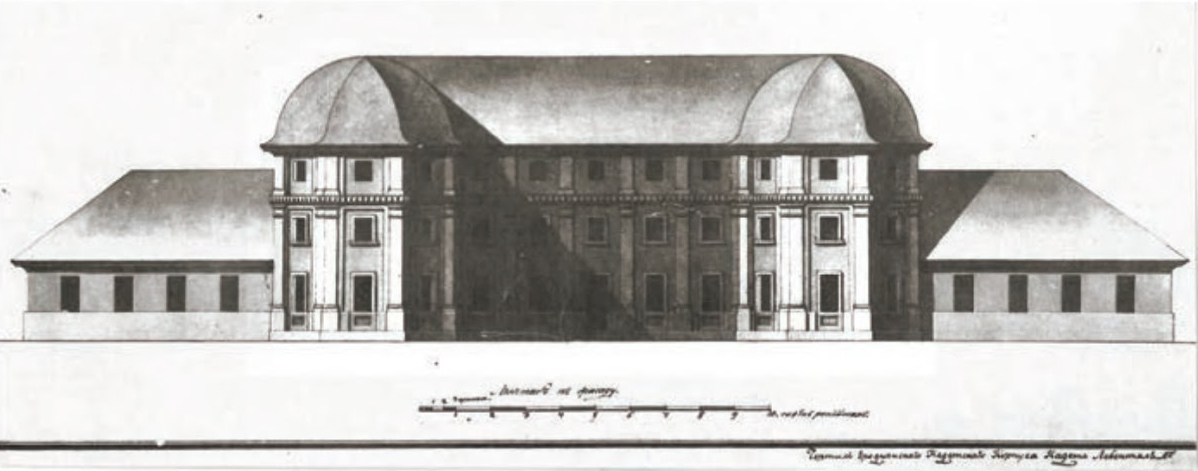
Budynek Królewskiej Akademii Medycznej w XIX wieku

Wygląd pałacu zmienił się stosunkowo niewiele w stosunku do oryginału. Budynek wykonany jest w stylu barokowym z wpływami klasycyzmu. W kompozycji uwydatnione są fasetowane boczne ryzality, przypominające wieże. Wcześniej były one przykryte fasetowanymi kopułami. Po zachodniej stronie budynku znajdowała się szklarnia, łącząca pałac z nieistniejącym pałacem Tyzenhauza.
Pierwszą kondygnację fasady głównej zdobi boniowanie. Okna ryzalitów bocznych obramowane są prostymi listwami. Otwory okienne drugiej kondygnacji środkowej części pałacu ozdobione są bardziej skomplikowanymi listwami ze żłobieniami. Fasadę zdobią pilastry i lizeny. Pomiędzy ryzalitami znajduje się duża loggia. Na wyższych kondygnacjach „wież” po umieszczeniu w pałacu sowieckich organizacji wojskowych, wykonano militarystyczny dekor z flagami i pięcioramiennymi gwiazdami.
Wystrój wnętrza nie zachował się.